# Gastrotheca bufona
Gastrotheca bufona är en groddjursart som beskrevs av Cochran och Coleman J. Goin 1970. Gastrotheca bufona ingår i släktet Gastrotheca och familjen Hemiphractidae. IUCN kategoriserar arten globalt som starkt hotad. Inga underarter finns listade i Catalogue of Life.